# Dialogue pour la coopération asiatique
Le Dialogue pour la coopération asiatique (Asia Cooperation Dialogue) est une organisation intergouvernementale créée en 2002 afin de développer la coopération sur le continent asiatique et rapprocher les différentes organisations régionales (ASEAN ; SAARC et CCG).

## Objectifs
Les principaux objectifs du DCA sont de promouvoir l'indépendance des États asiatiques par la coopération et l'aide au développement. L'organisation souhaite développer la coopération économique et les échanges commerciaux entre les États ainsi que leur compétitivité vis-à-vis du reste du monde. Le DCA vise à construire les liens de coopérations qui manquent entre les pays du continent.
À terme, l'organisation souhaite devenir une Communauté asiatique capable d'influencer le reste du monde.

## États membres
En 2024, l'organisation compte 35 membres :
- Afghanistan (2012)
- Arabie saoudite (2005)
- Bahreïn (2002)
- Bangladesh (2002)
- Bhoutan (2004)
- Birmanie (2002)
- Brunei (2002)
- Cambodge 	(2002)
- Chine (2002)
- Corée du Sud (2002)
- Émirats arabes unis (2004)
- Inde (2002)
- Indonésie (2002)
- Iran (2004)
- Japon (2002)
- Kazakhstan (2003)
- Koweït (2003)
- Kirghizistan (2008)
- Laos (2002)
- Malaisie (2002)
- Mongolie (2004)
- Népal (2016)
- Oman (2003)
- Ouzbékistan (2006)
- Pakistan (2002)
- Palestine (2019)
- Philippines (2002)
- Qatar (2002)
- Russie (2005)
- Singapour (2002)
- Sri Lanka (2003)
- Tadjikistan (2006)
- Thaïlande (2002)
- Turquie (2013)
- Viêt Nam (2002)

## Sommets
Les sommets sont annuels :
Sommets des chefs d’État et de gouvernement :
1. Koweït, Koweït, 15-17 octobre 2012
2. Bangkok, Thaïlande, 8-10 octobre 2016
3. Doha, Qatar, 2024

Rencontres ministérielles 
1. Cha-am, Thaïlande, 18-19 juin 2002
2. Chiang Mai, Thaïlande, 21-22 juin 2003
3. Qingdao, Chine, 21-22 juin 2004
4. Islamabad, Pakistan, 4-6 avril 2005
5. Doha, Qatar, 23-24 mai 2006
6. Séoul, Corée du Sud, 5-6 juin 2007
7. Astana, Kazakhstan, 16-17 octobre 2008
8. Colombo, Sri Lanka, 15-16 octobre 2009
9. Téhéran, Iran, 8-9 novembre 2010
10. Koweït, Koweït, 10-11 octobre 2011
11. Douchambé, Tadjikistan, 29 mars 2012
12. Manama, Bahreïn, 26 novembre 2013
13. Bangkok, Thaïlande, 9-10 mars 2016
14. Abou Dabi, Émirats arabes unis, 16-17 janvier 2017
15. Doha, Qatar, 1er mai 2019
16. Ankara, Turquie, 21 janvier 2021